# José María Izazaga
José María Izazaga fue un hacendado, insurgente y político mexicano, que formó parte de la Junta de Zitácuaro, con Luis Correa y José María Tapia. Nació en la Hacienda El Rosario (hoy Álvarez de la Reforma), municipio de Coahuayutla, en el estado de Guerrero (antes territorio del estado de Michoacán).

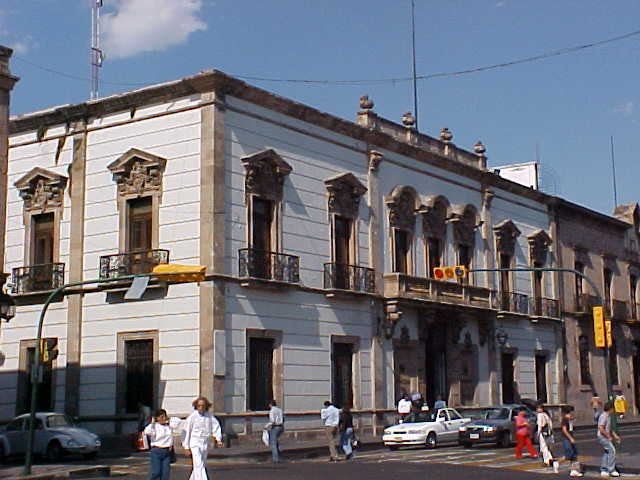
Casa de García Obeso, sede de la Conspiración de 1809 en Valladolid.

## Semblanza biográfica
Estudió en el Seminario Tridentino de Valladolid (hoy Morelia). Era dueño de la Hacienda del Rosario, donde hizo amistad con José María Morelos, quien iba de paso y a quien brindó ayuda; Izazaga decidió apoyarlo.
Participó en las primeras conspiraciones realizadas por criollos, la más significativa fue la de Valladolid en 1809, conspiración que fue descubierta el 20 de diciembre, pero los conspiradores fueron indultados de la pena capital por el virrey, arzobispo Francisco Javier de Lizana y Beaumont. En estas juntas se encontraban José María García Obeso, Manuel Iturriaga, José Mariano Michelena, José Nicolás Michelena, Vicente Santa María, Antonio Soto Saldaña, Manuel Torre Lloreda, Manuel Villalongin, entre otros.
En 1810, proveniente de Zacatulaen, se integró con 130 hombres al ejército insurgente en Petatlán.
La Hacienda del Rosario se convirtió con el tiempo en una parada para todos los insurgentes donde sabían se les brindaría comida y cobijo. Dentro de los que pasaron por dichas tierras se encuentran José María Morelos, Guadalupe Victoria, Vicente Guerrero y Nicolás Bravo. Estos tres últimos presidentes de México en diferentes periodos.
Fue secretario y consejero de José María Morelos e intervino eficazmente para salvar la vida a José María Cos cuando éste fue juzgado por el Congreso de Anáhuac y condenado a la pena capital. Gracias a la intervención de Izazaga la pena fue conmutada a prisión perpetua. Cuando se disolvió el Congreso por Manuel Mier y Terán en 1815, se formó una junta subalterna la cual también fue disuelta por el general insurgente Juan Pablo Anaya. Posteriormente se creó una Junta Gubernativa en Uruapan de la cual fue miembro, pero después de entablar negociaciones con Ignacio López Rayón se renombraron a los miembros definitivos, creándose entonces la Junta de Jaujilla, a la cual ya no perteneció.
Fue diputado en 1815 integrando la Junta Gubernativa de Uruapan y perteneció al Congreso Constituyente en 1823, que expidió la Constitución de 1824.
Fue de los pocos que asistía a las juntas secretas insurgentes, que vivió hasta ver realizado su ideal de Independencia de México.
Falleció siendo Diputado y es considerado hijo Ilustre del Estado de Michoacán.[cita requerida]
En su honor una calle de la zona Centro-Poniente de la Ciudad de México lleva su respectivo nombre.

## Familiares
Maria Victoria Izazaga Peñaloza
Sabina Izazaga
Eduardo Izazaga